# خوشنام (ملارد)
خوشنام، با نام پیشین شهنام روستایی از توابع بخش مرکزی شهرستان ملارد در استان تهران ایران است. این روستا به داشتن کوچه‌باغ‌های فراوان و داشتن درختان انبوه و کهنسال چنار معروف است.در این روستا بسیاری از باغات به صورت سفره خانه میزبان گردشگران می‌باشد. این روستا به نام نگین شهریار نیز معروف می‌باشد. آقای حاج علی نقی کاشانی پور شخصی بود که در زمان حیات خود به این روستا و روستانشینان خدمات شایسته‌ای نمود،
از جمله ساخت مدارس متعدد و واگذاری زمین‌های رایگان به اهالی ساکن روستای خوشنام…
موقعیت جغرافیایی این روستا از شمال به شهرکناز و از جنوب به جاده ملارد از طریق بلوار کاشانی شمالی و کاشانی جنوبی به هم متصل خواهد شد. طول شمالی و جنوبی این روستا از عرض شرقی و غربی آن بیشتر می‌باشد از آنجایی که طول شمالی و جنوبی دارای اراضی بیشتری می‌باشد لذا ساکنین این روستا در آینده ای نزدیک شاهد رونق و پیشرفت این دو بلوار کاشانی شمالی و جنوبی خواهند بود

## تاریخچه
در جلد نخست کتاب فرهنگ جغرافیایی ایران نوشته حسینعلی رزم‌آرا که در تیرماه ۱۳۲۸ به چاپ رسیده است، دربارهٔ خوشنام (شهنام سابق) اینگونه آمده است که نشان دهنده وضعیت این منطقه در آن دوران است: شهنام دهی جزء بخش شهریار شهرستان تهران در ۱۲ کیلومتری شمال باختر علیشاه عوض سر راه شوسه علیشاه عوض به فرخ‌آباد است. در جلگه و با آب و هوایی معتدل است و دارای قنات. دارای ۲۰۱ سکنه، فارس و ترکی زبان. شغل مردم زراعت و محصولات غلات و چغندر قند است. از طریق قلعه فرامرز می‌توان با ماشین وارد ده شد.

## جمعیت
این روستا در دهستان ملارد شمالی قرار دارد و براساس سرشماری مرکز آمار ایران در سال ۱۳۹۵، جمعیت آن ۴٬۶۸۷ نفر (۱٬۳۵۷ خانوار) بوده است.